# Bajt Awwa
Bajt Awwa (arab. ‏بيت عوّا‎) – palestyńskie miasto położone w muhafazie Hebron, w Autonomii Palestyńskiej. Według danych szacunkowych Palestyńskiego Centralnego Biura Statystycznego w 2016 roku miejscowość liczyła 10649 mieszkańców